# Баболь (река)
Баболь (ранее Рудханейе-Баболь; перс. بابلرود‎) — полноводная река на севере Ирана, протекающая по территории провинции Мазендеран. Берёт начало в горах Эльбурс в шахрестане Савадкух, затем протекает по территории шахрестанов Баболь и Бабольсер, и в городе Бабольсер впадает в Каспийское море. Длина реки — 78 км.

## Водохранилища
Дамба Альбурс
Благодаря значительному перепаду между истоком и устьем реки на ней и на её притоках построено много дамб. Одна из них — это дамба Альбурс, расположенная в лесах дахестана Лофур, которая является крупнейшей земляной дамбой Ирана. Её длина составляет 838 м, а высота — 78 м. Вместимость водохранилища, которое она образует, составляет 150 млн м³.
Первые подготовительные работы к строительству дамбы начали проводить ещё при Пахлави, но эти работы прервала Исламская революция. Наконец в 1996 (1374 по иранскому календарю) правительство Рафсанджани решило построить дамбу, но перенесло строительство вверх по течению. Дамба вступила в работу в 2001 году (1379 по с.к.).
Земляная дамба Шияде

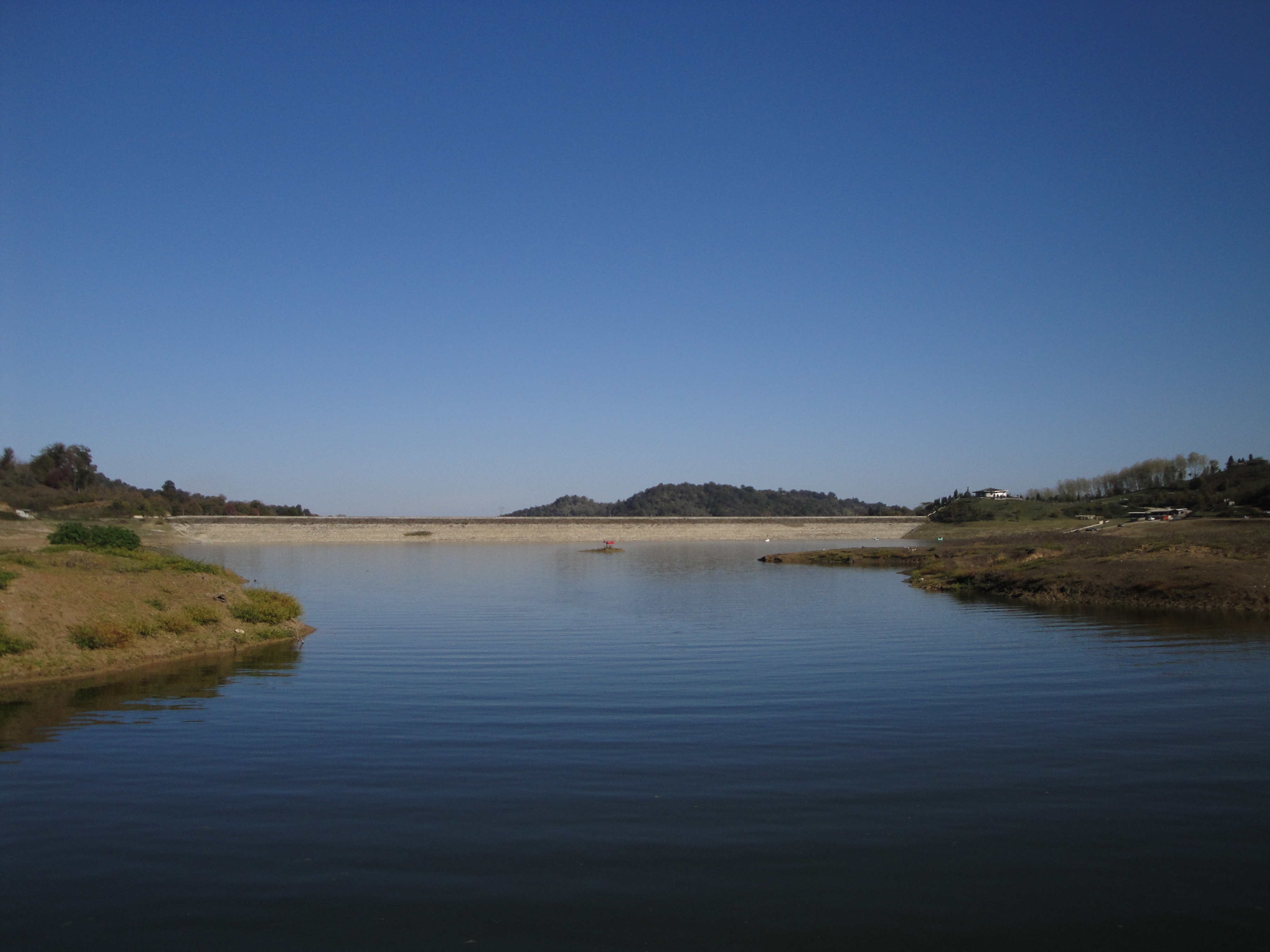
Водохранилище Шияде

Расположена в 31-32 км к югу от города Баболь на реках Базруд и Чалим, которые являются притоками Бабольруд. Сделана из смеси грунта и глины. Длина дамбы составляет 450 м, а высота — 33 м. Поступила в эксплуатацию в 2001 году. Образует водохранилище площадью 480 тысяч м², которое содержит 5 млн м³ воды. Максимально может содержать 8 млн м³. Обеспечивает равномерный полив в течение года 2 тысяч гектаров рисовых полей.
Земляная дамба Сомбольруд
Расположена в 10 км к западу от города Ширгах в шахрестане Савадкух на реке Сомбольруд (перс. سنبل رود‎), которая является притоком Бабольруд. Сделана из смеси грунта и глины. Длина дамбы составляет 889 м, а высота — 122,5 м. Вступила в эксплуатацию в 2000 году. Образует водохранилище площадью 250 тыс. м², которое содержит 2100000 м³ воды. Обеспечивает равномерный полив в течение года 1100 гектаров полей.